# Миллер, К’Андре
К’Андре Миллер (англ. K'Andre Miller; род. 21 января 2000 года, Сент-Пол, Миннесота) — американский хоккеист, защитник клуба НХЛ «Каролина Харрикейнз».

## Ранние годы
Миллер родился 21 января 2000 года в городе Сент-Пол, штат Миннесота. Уже в возрасте двух лет он встал на коньки и вскоре начал играть в хоккей. За школьную команду он сначала играл на позиции нападающего, но затем команде срочно понадобился защитник, и только К’Андре согласился сменить амплуа.

## Карьера

### Юниорская
В 2018 году Миллер был выбран на драфте НХЛ в первом раунде под общим 22-м номером командой «Нью-Йорк Рейнджерс». С 2018 по 2020 он выступал за команду Университета Висконсина в конференции Big Ten.

### Профессиональная
16 марта 2020 года Миллер подписал контракт новичка с «Нью-Йорк Рейнджерс». Во время тренировочного лагеря К’Андре впечатлил своей работой тренерский состав дебютировал в НХЛ в январе со старта сезона 2020–21, составив первую пару защитников команды вместе с Джекобом Трубой. Первое очко в НХЛ Миллер набрал 22 января 2021, сделав результативную передачу в матче против «Питтсбург Пингвинз», который команда проиграла 3–4. Первый гол он забил спустя 4 дня, 26 января, в матче против «Баффало Сейбрз», который команда проиграла 2–3.
1 июля 2025 года Миллер был обменян в «Каролину Харрикейнз» на Скотта Морроу, условный выбор в первом раунде и выбор во втором раунде драфта 2026 года. Сразу после обмена Миллер подписал восьмилетний контракт с новым клубом на сумму $60 млн.

### Международная
Миллер играл за юниорскую команду США на Кубке вызова в 2016 году, на котором сборная США заняла пятое место. Также он играл за юниорскую команду США на юниорском чемпионате мира в 2018 году, где сборная США заняла второе место.
Миллер играл за молодежную сборную США на молодежных чемпионатах мира в 2019 и 2020 годах, где сборная США заняла второе и шестое места соответственно. 